# HD 224865
HD 224865，又名CD-5113743，SAO 248103、HR 9082，是一颗恒星，视星等为5.53，位于銀經321.98，銀緯-64.9，其B1900.0坐标为赤經23h 56m 11.7s，赤緯-50° -64.9′ 40″。